# Parafia św. Jana Chrzciciela w Stawie Noakowskim
Parafia św. Jana Chrzciciela w Stawie Noakowskim – parafia rzymskokatolicka znajdująca się w dekanacie Szczebrzeszyn, w diecezji zamojsko-lubaczowskiej. 
Parafia została erygowana w 1985 roku dekretem ówczesnego biskupa lubelskiego Bolesława Pylaka.
Do parafii należą wierni z następujących miejscowości: Kolonia Emska, Staw Noakowski-Kolonia, Staw Noakowski, Staw Ujazdowski-Kolonia, Staw Ujazdowski, Średnie Duże, Średnie Małe, Ujazdów.
Liczba mieszkańców: 1550.